# Vorë (stacja kolejowa)
Vorë – stacja kolejowa w Vorë, w Obwódzie Tirana, w Albanii. 
Położona jest na linii Durrës – Tirana i obsługuje połączenie między tymi miastami.

## Linie kolejowe
- Durrës – Tirana
- Vorë – Szkodra